# Lipovlje
Lipovlje – wieś w Chorwacji, w żupanii licko-seńskiej, w mieście Otočac. W 2011 roku liczyła 214 mieszkańców.